# Тамакава
Тамакава (яп. 玉川村 Тамакава-мура) — село в Японии, находящееся в уезде Исикава префектуры Фукусима. Площадь села составляет 46,56 км², население — 6934 человека (1 августа 2014), плотность населения — 148,93 чел./км².

## Географическое положение
Село расположено на острове Хонсю в префектуре Фукусима региона Тохоку. С ним граничат город Сукагава, посёлки Исикава, Ябуки, Кагамииси и село Хирата.

## Население
Население села составляет 6934 человека (1 августа 2014), а плотность — 148,93 чел./км². Изменение численности населения с 1980 по 2005 годы:
| 1980 | 7431 чел. |  |
| 1985 | 7505 чел. |  |
| 1990 | 7631 чел. |  |
| 1995 | 7593 чел. |  |
| 2000 | 7680 чел. |  |
| 2005 | 7602 чел. |  |

## Символика
Деревом села считается сосна густоцветная, цветком — цветок сакуры, птицей — большая горлица.